# روبرتو سانچز (بازیکن فوتبال)
روبرتو سانچز (انگلیسی: Roberto Sánchez؛ زادهٔ ۱ اکتبر ۱۹۸۹) بازیکن فوتبال اهل اسپانیا است.
از باشگاه‌هایی که در آن بازی کرده‌است می‌توان به باشگاه فوتبال آلباسته بالومپیه اشاره کرد.